# Phlogophora costalis
Phlogophora costalis là một loài bướm đêm trong họ Noctuidae.